# Bena
Bena je město v Cass County, v Minnesotě, ve Spojených státech amerických. Při sčítání lidu v roce 2010 mělo 116 obyvatel. Je součástí Brainerd Micropolitan Statistical Area.

## Historie
Pošta byla uvedena do provozu v roce 1898. V básni Píseň o Hiawathovi, je zmínka o bažantovi jménem Bena. Odžibvejsky je bena tetřev.
Na konci druhé světové války byl v místě starého tábora CCC poblíž města Bena umístěn tábor pro válečné zajatce. Dvěma německým válečným zajatcům se v roce 1944 podařilo na krátkou dobu uprchnout z tábora.

## Poloha
Podle United States Census Bureau město má rozlohu 1,29 kilometrů čtverečných. Bena se nachází u silnice US 2 a Cass County Road 8.